# Alsóvadász
Alsóvadász ist eine ungarische Gemeinde im Kreis Szikszó im Komitat Borsod-Abaúj-Zemplén.

## Geografische Lage
Alsóvadász liegt in Nordungarn, 17,5 Kilometer nordöstlich des Komitatssitzes Miskolc und 5 
Kilometer nordwestlich der Kreisstadt Szikszó an dem Fluss Vadász-patak. Nachbargemeinden sind Homrogd, Aszaló und Boldva.

## Sehenswürdigkeiten
- Reformierte Kirche
- Römisch-katholische Kirche Magyarok Nagyasszonya